# ایارینتسنا
ایارینتسنا (به لاتین: Iarintsena) یک منطقهٔ مسکونی در ماداگاسکار است که در ناحیه آمبالاوائو واقع شده‌است. ایارینتسنا ۲۲٬۰۰۰ نفر جمعیت دارد و ۱٬۰۱۱ متر بالاتر از سطح دریا واقع شده‌است.